# Trem Azul
Trem Azul é o oitavo álbum ao vivo (sendo o segundo póstumo) da cantora brasileira Elis Regina, lançado em 1982 pela Som Livre, usando uma gravação em fita cassete mono do espetáculo no Palácio de Convenções do Anhembi, em São Paulo, em outubro de 1981. A fita passou por uma série de tratamentos de som para que fosse possível dar qualidade estéreo ao som. O álbum vendeu mais de 120 mil cópias no Brasil, o que rendeu a cantora um disco de ouro e o prêmio concedido pela Associação Paulista dos Críticos de Arte pelo tratamento dado à gravação original. O album foi relançado nas plataformas de streaming no dia 17 de março de 2023, ano em que a cantora completaria 78 anos.

## Faixas
| Lado A |                                        |                                |         |  |
| N.º    | Título                                 | Compositor(es)                 | Duração |  |
| 1.     | "Aprendendo a Jogar"                   | Guilherme Arantes              | 4:48    |  |
| 2.     | "Alô! Alô! Marciano"                   | Rita Lee / Roberto de Carvalho | 4:01    |  |
| 3.     | "O Medo de Amar é o Medo de Ser Livre" | Beto Guedes / Fernando Brant   | 4:17    |  |
| 4.     | "O Trem Azul"                          | Lô Borges / Ronaldo Bastos     | 4:30    |  |
| 5.     | "Vento de Maio"                        | Telo Borges / Márcio Borges    | 3:11    |  |

| Lado B |                                     |                                          |         |  |
| N.º    | Título                              | Compositor(es)                           | Duração |  |
| 1.     | "Se Eu Quiser Falar Com Deus"       | Gilberto Gil                             | 7:33    |  |
| 2.     | "Flora"                             | Gilberto Gil                             | 5:57    |  |
| 3.     | "Valsa de Eurídice"                 | Vinícius de Moraes                       | 3:35    |  |
| 4.     | "Unencounter (Canção da América)"   | Milton Nascimento / Fernando Brant       | 2:40    |  |
| 5.     | "Me Deixas Louca (Me Vuelves Loco)" | Armando Manzanero / versão: Paulo Coelho | 6:28    |  |

| Lado C |                                      |                                    |         |  |
| N.º    | Título                               | Compositor(es)                     | Duração |  |
| 1.     | "Sai Dessa"                          | Nathan Marques / Ana Terra         | 2:09    |  |
| 2.     | "Aqui é o País do Futebol"           | Milton Nascimento / Fernando Brant | 4:22    |  |
| 3.     | "Baila Comigo"                       | Rita Lee / Roberto de Carvalho     | 1:02    |  |
| 4.     | "Amante à Moda Antiga"               | Roberto Carlos / Erasmo Carlos     | 0:58    |  |
| 5.     | "Fantástico"                         | Boni / Guto Graça Mello            | 0:19    |  |
| 6.     | "Começar de Novo"                    | Ivan Lins / Vítor Martins          | 0:46    |  |
| 7.     | "Trapalhões"                         | José Menezes França                | 0:21    |  |
| 8.     | "Menino do Rio"                      | Caetano Veloso                     | 1:01    |  |
| 9.     | "The Fuzz (tema do Jornal Nacional)" | Frank de Vol                       | 0:24    |  |
| 10.    | "Lança Perfume"                      | Rita Lee / Roberto de Carvalho     | 1:28    |  |

| Lado D |                          |                                    |         |  |
| N.º    | Título                   | Compositor(es)                     | Duração |  |
| 1.     | "Nove Luas"              | Nathan Marques                     | 0:43    |  |
| 2.     | "O Que Foi Feito Deverá" | Milton Nascimento / Fernando Brant | 2:38    |  |
| 3.     | "Caxangá"                | Milton Nascimento / Fernando Brant | 2:53    |  |
| 4.     | "Maria, Maria"           | Milton Nascimento / Ronaldo Bastos | 4:20    |  |
| 5.     | "O Trem Azul"            | Beto Guedes / Ronaldo Bastos       | 3:00    |  |

## Ficha Técnica
- Gravado ao vivo no Palácio de Convenções do Anhembi, em outubro de 1981
- direção musical: Nathan Marques
- produção: Max Pierre, Rogério Costa

## Músicos
- Luizão - Baixo
- Nathan Marques - Guitarra
- Nilton Rodrigues - Trompete
- Otávio Bangla - Saxofones
- Paulo Esteves - Teclados
- Picolé - Bateria
- Sérgio Henriques - Teclados